# نایجل اسلاتر
نایجل اسلاتر (به انگلیسی: Nigel Slater) زاده ۹ آوریل ۱۹۵۶، نویسنده و منتقد غذا، روزنامه‌نگار و مجری انگلیسی است. او بیش از یک دهه برای مجله آبزرور ستون نوشته‌است و نویسنده اصلی مجله Observer Food Monthly است. پیش از این اسلاتر به مدت ۵ سال نویسنده مجله ماری کلر بود. همچنین او مدیر هنری کتاب‌هایش می‌باشد.

## زندگی‌نامه
غذا برای من و برای همه یک مسئله خیلی جذاب است و من فکر می‌کنم که خیلی زود این را فهمیدم. من هنوز هم نمی‌توانم توصیف کنم که چقدر قرار دادن یک وعده غذایی مقابل یک شخص برای من بیشتر از هرچیز دیگری هیجان انگیز است. منظورم هر چیز است. شاید علت پیدایش این حس در من مربوط به قضیه جلب توجه از سوی پدرم و رقابت با نامادری ام است. 

نایجل اسلاتر، گاردین
نایجل اسلاتر در ۹ آوریل ۱۹۵۶ در استافوردشایر متولد شد. وی کوچکترین فرزند از سه پسری بود که از صاحب کارخانه سیریل به نام تونی اسلاتر و خانم خانه‌داری به نام کاتلین اسلاتر متولد شد. مادر وی در سال ۱۹۶۵ بر اثر آسم درگذشت. در سال ۱۹۷۱، پدرش با دوروتی پرنس ازدواج کرد و در سال ۱۹۷۳ درگذشت. اسلاتر در مدرسه خیابان وودفیلد در پن، استافوردشایر تحصیل کرد. وی در دوران نوجوانی به ووسترشایر نقل مکان کرد و در دبیرستان Chantry تحصیل کرد و در آنجا از نوشتن مقاله لذت می‌برد. اسلاتر ادعا کرده‌است که با طبخ غذا سعی در جلب توجه پدرش داشته و در این زمینه با نامادری خود رقابت کرده‌است. او اظهار داشت که بزرگترین نبرد آنها بر سر پای لیمو بود که دسر مورد علاقه پدرش بود.
اسلاتر در سال ۱۹۷۶ در کالج فنی ووستر موفق به دریافت OND در زمینه غذا شد و قبل از اینکه در سال ۱۹۸۸ به عنوان نویسنده غذا برای مجله ماری کلر فعالیت کند، در رستوران‌ها و هتل‌های سراسر انگلیس کار می‌کرد. وی به دلیل دستور پخت غذاهای راحت و بدون دردسر که در کتاب‌های اولیه اش مانند ۳۰ دقیقه آشپزی (۱۹۹۴) و آشپزی واقعی، و همچنین ستون‌های نوشته شده خاطره انگیزش برای مجله آبزرور که در سال ۱۹۹۳ آغاز کرد، شناخته شد.

## فعالیت در رادیو و تلویزیون
در سال ۱۹۹۸، اسلاتر مجری سری برنامه Nigel Slater's Real Food Show در شبکه ۴ شد. او در سال ۲۰۰۶ به تلویزیون بازگشت تا مجری چت / برنامه آشپزی A Taste of My Life (طعم زندگی من) برای شبکه‌های بی‌بی‌سی وان و بی‌بی‌سی دو باشد. در سال ۲۰۰۹، او مجموعه شش قسمتی «شام‌های ساده» را در بی‌بی‌سی وان و سری دوم همین برنامه را در سال بعد ارائه داد. وی در ژوئن ۲۰۰۵ به عنوان مهمان در برنامه Desert Island Discs رادیو ۴ بی‌بی‌سی ظاهر شد. در نوامبر ۲۰۱۳ او در کنار آدام هنسون که یک کشاورز بود در برنامه Nigel and Adam's Farm Kitchen بی‌بی‌سی ظاهر شد، که در مزرعه Cotswolds فیلمبرداری شده بود و جنبه‌های مختلف تولید و تهیه غذا را پوشش می‌داد.

## سفر به خاورمیانه
اسلاتر در مستند خاورمیانه با نایجل اسلاتر، به کشورهای ایران، ترکیه و لبنان سفر کرد تا با غذاهای اصیل و قدیمی این منطقه از نزدیک آشنا شود.

او دربارهٔ سفرش به خاورمیانه و ایران چنین گفت: 
«من به عنوان یک آشپز و نویسنده همیشه شیفته طعم و رایحه آشپزی خاورمیانه بودم. سبک آشپزی خاورمیانه یکی از قدیمی‌ترین و تأثیر گذارترین سبک‌های آشپزی در جهان هست. حالا می‌خواهم در این باره بیشتر بدانم. در واقع تنها راه صحیح و درست و برای آشنا شدن با غذاهای یک منطقه، رفتن به آنجا است. من در سفرم به شمال ایران رفتم تا غذاهای ایرانی را با میراث غنی آن بچشم. همچنین لبنان با خوراکی‌هایی که از آشپزی عربی تأثیر گرفته‌است. و ترکیه، کشوری که تنوع غذاهایش از مرزهای جغرافیایی آن فراتر رفته‌است.

قبلاً رایحهٔ دلپذیر آشپزی لبنانی و طعم غذاهای دلچسب و مقوی روستاهای ترکیه را تجربه کردم. اکنون به سراغ غذاهای ایران، کشوری پر رمز و راز آمده‌ام! در غرب نام این ابرقدرت درحال ظهور با خصومت و تعصب مذهبی پیوند خورده. اما من به دنبال کشف چهره ای کاملاً متفاوت از ایران هستم. من به دنبال کشف فرهنگ خوراکی‌های این کشورم که قرن‌ها قدمت دارد. می‌خواهم از طریق پخت‌وپز و هم سفره شدن با مردم ایران، زندگی روزمره‌شان را بشناسم. به ایران آمدم تا این کشور را برای اولین بار ببینم. با مردم مهمان نوازش و انواع و اقسام غذاهایی که برایم تازگی داشت. غذاهایی که توی خواب هم نمی‌دیدم! غذاهایی با بوی خوش و طعم لطیف! غذاهایی که به معنای واقعی آرومت می کنه و باعث میشن حال خوبی پیدا کنی! این سفر را با هیچ چیز تو دنیا عوض نمی‌کنم!»

## زندگی شخصی
اسلاتر دو برادر بزرگ‌تر از خود به نام‌های آدریان (متولد ۱۹۴۴) و جان دارد. پدر و مادر اسلاتر پیش از اینکه او به دنیا بیاید، جان را به فرزند خواندگی پذیرفتند. همچنین اسلاتر دو ناخواهری دارد که با آنها بیگانه است.
اسلاتر در منطقه هایبری شمال لندن زندگی می‌کند. همچنین او یک باغ-آشپزخانه دارد.
اسلاتر یک همجنس‌گرا است.

## اقتباس و فیلم‌سازی از زندگی اسلاتر
زندگی شخصی اسلاتر در فیلم نان تست در سال ۲۰۱۰ با بازی فردی هایمور در نقش نایجل ۱۵ ساله و هلنا بونهام کارتر در نقش نامادری اسلاتر ساخته شد. این فیلم از شبکه بی‌بی‌سی وان پخش گردید. در سال ۲۰۱۸ تئاتر Lowry یک اقتباس از همین فیلم را سفارش داد. این فیلم توسط Henry Filloux-Bennett نوشته و توسط Jonnie Riordan کارگردانی شد. نقش نایجل در این فیلم را Sam Newton بازی کرد. بعد از فروش این فیلم در جشنواره Week 53 Festival، اعلام گردید که این فیلم به تئاتر Traverse در فستیوال فرینچ ادینبرا منتقل خواهد شد. هر دوی این فیلم‌ها به‌دلیل فضای جذاب و نوستالژی داستان، مورد تحسین منتقدان قرار گرفتند.